# فاقعين (أفلح اليمن)

تعديل مصدري - تعديل

فاقعين هي إحدى قرى عزلة بني يعمر بمديرية أفلح اليمن التابعة لمحافظة حجة، بلغ تعداد سكانها 77 نسمة حسب تعداد اليمن لعام 2004.